# Jérémy Pouge
Jérémy Pouge, né le 3 mai 1980 à Tournon-sur-Rhône, est un rameur d'aviron français.

## Palmarès

### Championnats du monde
- 2004 à Banyoles
  -  Médaille d'or en huit poids légers
- 2005 à Gifu
  -  Médaille d'or en quatre sans barreur poids légers
- 2006 à Eton
  -  Médaille d'argent en quatre sans barreur poids légers
- 2007 à Munich
  -  Médaille d'argent en quatre sans barreur poids légers